# Lê Duy Hạnh
Lê Duy Hạnh (28 tháng 2, 1947 - 6 tháng 9, 2023) là nhà viết kịch Việt Nam, được tặng Giải thưởng Nhà nước về Văn học Nghệ thuật năm 2001. Ông là tên tuổi lớn trong làng sân khấu với rất nhiều tác phẩm trên cả sân khấu kịch lẫn sàn diễn cải lương.

## Tiểu sử và sự nghiệp
Lê Duy Hạnh tên thật là Lê Thành Yến, sinh ngày 28 tháng 2 năm 1947 tại Bình Định. Sau khi tốt nghiệp đại học, ông được học bổng đi học ở nước ngoài. Nhưng thay vì sang Hoa Kỳ học để lấy bằng tiến sĩ, từ tháng 3 đến tháng 6 năm 1970, ông bị bắt giam tại Nha cảnh sát đô thành và khám Chí Hòa. 
Sau khi ra tù, từ tháng 6-1970 đến tháng 6-1972, ông vẫn hoạt động bí mật trong nội đô Sài Gòn. Vào tháng 6-1972, ông được đưa lên chiến khu công tác tại các cơ quan Thành đoàn Sài Gòn. Từ tháng 3-1974 đến tháng 5-1975, ông là Trưởng đoàn, Bí thư Chi bộ Đoàn học sinh, sinh viên Sài Gòn ra Hà Nội học tập và công tác. Năm 1976, ông viết vở Sau ngày cưới, trong đó Thanh Nga vào vai một bà mẹ hy sinh cho cách mạng.
Ông bắt đầu sáng tác kịch bản sân khấu lịch sử năm 1980 với tác phẩm Tâm sự Ngọc Hân. Vở kịch được Đoàn Cải lương Văn công Thành phố Hồ Chí Minh diễn trên 700 suất, tạo dấu ấn cho nghệ sĩ Mỹ Châu (vai Ngọc Hân) và nghệ sĩ Tuấn Thanh (vai Nguyễn Huệ).
Nhiều kịch bản khác của ông sau đó tiếp tục gây tiếng vang, như Hoa độc trong vườn (viết về Ngô Quyền), Lý Chiêu Hoàng, Hoàng hậu hai vua (Dương Vân Nga), Hồn thơ ngọc (Ngọc Hân), Dời đô (Lý Công Uẩn), Sáng mãi niềm tin (Nguyễn Thị Minh Khai, Lê Hồng Phong).
Ngoài ra, ông sáng tác nhiều kịch bản hình thức thể nghiệm như: Người cáo, Chuyện lạ, Hồn tuồng, Diễn kịch một mình, Trở về miền nhớ, Thần tượng thực và Nỗi đau nhân loại.
Nhiều vở diễn ông viết có giá trị suốt mấy chục năm như kịch bản Diễn kịch một mình mà nghệ sĩ Bạch Tuyết thể hiện rất thành công, mới đây được sân khấu Sen Việt dựng lại với tên gọi Nhật thực. Rồi Vua thánh triều Lê nổi tiếng ở cả kịch nói và cải lương. Lý Chiêu Hoàng, Trời Nam, … hầu như kỳ liên hoan tài năng nào cũng được các nghệ sĩ trẻ chọn dự thi.
Các tác phẩm của tác giả Lê Duy Hạnh luôn chứa đựng những niềm trăn trở với cuộc sống, với sân khấu và với cuộc đời.
Lê Duy Hạnh còn là vị lãnh đạo lâu nhất của Hội Sân khấu Thành phố Hồ Chí Minh, có 5 nhiệm kỳ trong vai trò Chủ tịch hội.. Ông là người bạn, người thầy sân khấu uyên bác của các thế hệ nghệ sĩ sân khấu. Trong thời gian ông tại nhiệm, ông đã thúc đẩy để hình thành và phát triển giải Trần Hữu Trang, Liên hoan sân khấu Mùa thu.
Một tên tuổi lớn có sức ảnh hưởng đến khuynh hướng sáng tác, dàn dựng trong lãnh vực nghệ thuật cải lương, kịch nói và hát bội.— NSND Thúy Mùi, 

Với nhiều đóng góp cho nền sân khấu, ông đạt nhiều giải thưởng trong sự nghiệp, đặc biệt được tặng Huân chương Lao động hạng Nhất; Huân chương Kháng chiến hạng Nhất; Giải thưởng Nhà nước về Văn học Nghệ thuật vào năm 2001 với 3 kịch bản sân khấu lịch sử: Bùi Thị Xuân hồi kết cuộc, Mặt trời đêm thế kỷ và Trời Nam.
Sáng 12-7, Ban Lý luận phê bình Hội Sân khấu Thành phố Hồ Chí Minh đã tổ chức ghi hình tại Nhà hát Kịch Sân khấu nhỏ Thành phố Hồ Chí Minh (số 5B Võ Văn Tần, Phường Võ Thị Sáu, Quận 3, Thành phố Hồ Chí Minh) phóng sự Vinh danh tác giả Lê Duy Hạnh.

## Tác phẩm chính
- Hoa độc trong vườn
- Lý Chiêu Hoàng
- Hoàng hậu hai vua
- Hồn thơ ngọc
- Dời đô
- Nỏ thần
- Độc thoại đêm…
- Người cáo
- Chuyện lạ
- Hồn tuồng
- Diễn kịch một mình
- Trở về miền nhớ
- Thần tượng thực
- Nỗi đau nhân loại
- Vua thánh triều Lê

## Khen thưởng[1]
- Huân chương Lao động hạng Nhất
- Huân chương Kháng chiến hạng Nhất

## Vinh danh
- Giải thưởng Nhà nước về Văn học Nghệ thuật năm 2001